# Ибрагим Шаддад, Мохаммед Зейн
Мохаммед Зейн Ибрагим Шаддад — суданский геолог и исследователь, который открыл месторождение хромитов имени В. Н. Крейтора в Африке. Заведующий департаментом геологии в Хартумском университете.

## Биография
Мохаммед Зейн Ибрагим Шаддад родился в Судане. Он стал одним из первых суданских студентов, которые приехали учиться в СССР в 1960-х годах. Мохаммед Зейн Ибрагим Шаддад прибыл на учёбу в Москву, когда был студентом второго курса геологического факультета Хартумского Университета.
Он учился на отлично, увлекался чтением геологической и художественной литературы, читал стихотворения классиков. Одним из преподавателей Мохаммеда Шаддада был Владимир Михайлович Крейтер, который очень хорошо относился к своему иностранному студенту. Мохаммед Шаддад защитил дипломный проект «на отлично» и получил диплом, став выпускником инженерного факультета Российского университета дружбы народов в 1966 году как горный инженер-геолог. Еще одним его преподавателем в университете была А. Н. Даминова.
Мохаммед Шаддад уехал в родную страну и начал работать ассистентом на кафедре геологии, главой которой был профессор Вайтман из Англии. Он занялся проведением геологических исследований в южной части страны на ультраосновном массиве Ингассана, на территории которого находились хромитовые и асбестовые месторождения. Через 2 сезона полевых работ был получен результат: он открыл хромитовое месторождение, которое назвал в честь своего университетского преподавателя Владимира Крайтера.
Профессор А. Вайтман, который возглавлял геологический департамент Хартумского университета и был первым исследователем геологии Судана, впоследствии заявлял, что его подчиненный Мохаммед Зейн Ибрагим Шаддад получил хорошую профессиональную подготовку в СССР.
Один из учеников Мохаммеда Зейна Шаддада — Камель Абдель Монеймом, в 1970 года написал и отправил письмо жене Владимира Крейтера — Дине Самойловне Крейтер. К нему он приложил образец хромитовой руды с выгравированной надписью «Хромит из месторождения Крейтер, подаренный госпоже Крейтер Камель Абдель Монеймом» и фотографию. В письме было сказано, в процессе работы иностранцы использовали принципы, заложенные Владимиром Крейтером, которые до них донес его ученик — Мохаммед Шаддад. По словам студента, за несколько месяцев добыча хромитовой руды в Судане увеличилась на 100 % именно благодаря разработке месторождения.
Исследования, которые проводил Мохаммед Шаддад, стали основой для написания его кандидатской диссертации, которую он защитил в 1974 году в Университете дружбы народов. Тема диссертации — «Геология и хромитоносность ультраосновного массива Джабаль Ингассана (Демократическая Республика Судан)».
В 1970-х годах геолог Мохаммед Зейн Ибрагим Шаддад проводил научные исследования совместно с коллегами из СССР в Судане. Исследования проводились для оценки золоторудных месторождений от Красного моря до Нила через Нубийскую пустыню.
Преподаватель петрографии и геологии месторождений.
Руководитель кафедры геологии в Хартумском университете.